# Премія «манускріпте» землі Штирія
Пре́мія «манускрі́пте» землі́ Штирія (нім. Manuskripte-Preis) — це австрійська нагорода за досягнення в літературі. Заснована 1981 року. Спочатку була щорічна. З 2002 її стали присуджувати раз на два роки, а з 2007 — раз на три роки. Грошовий еквівалент премії становить 12 000 євро. Лауреатом може стати літератор, який працює у тісному зв'язку з грацьким літературним журналом «manuscripte» («манускрипти») й публікує поетичні, або прозаїчні, або драматургічні, або есеїстичні твори.

## Лауреати премії
- 1981 — Альфред Коллеріч
- 1982 — Ернст Яндль
- 1983 — Урс Відмер
- 1984 — Ґерт Йонке
- 1985 — Юрґ Ледерах
- 1986 — Ганс Карл Артманн
- 1987 — Вольфґанґ Бауер
- 1988 — Барбара Фрішмут
- 1989 — Петер Вотергаус
- 1990 — Міхаель Донгаузер
- 1991 — Ґергард Рот
- 1992 — Клаус Гоффер
- 1993 — Фрідеріке Майрекер
- 1994 — Ервін Айнцінґер
- 1995 — Райнгард П. Ґрубер
- 1996 — Йозеф Вінклер
- 1997 — Франц Вайнцеттль
- 1998 — Гельґа Ґланчніґ
- 1999 — Ганс Айхгорн
- 2000 — Ельфріде Єлінек
- 2001 — Фелікс Філіпп Інґольд
- 2002 — Лідія Мішкульніґ
- 2003 не присуджено
- 2004 — Вільгельм Генґстлер
- 2005 не присуджено
- 2006 — Освальд Вінер
- 2007, 2008 не присуджено
- 2009 — Томас Штанґль
- 2010, 2011, 2012 не присуджено
- 2013 — Моніка Швіттер[1]
- 2016 — Андреас Унтервеґер
- 2017, 2018 не присуджено
- 2019 — Ґергільд Штайнбух
- 2020 не присуджено
- 2021 — Лаура Фройденталер[2]
- 2021 — Євген Брейгер